# Os Eleitos (série)
Os Eleitos é uma série de televisão via streaming de origem portuguesa, dos géneros suspense, drama adolescente e desporto criada por Alexandre Castro, Sandra Santos e Pedro Lopes para a plataforma OPTO. A série passa-se em Monsanto, onde despontam as mais jovens promessas do desporto, tratando-se de um centro de alto rendimento considerado uma autêntica fábrica de campeões, onde um grupo de jovens atletas partilha o mesmo objetivo: tornarem-se os melhores do mundo.
Os Eleitos trata-se de uma série fictícia inserida no universo da novela Papel Principal, onde as personagens Aurora Guerra e Fred Nascimento começaram a sua carreira como atores. A primeira temporada é composta por 26 episódios e foi lançada a 29 de dezembro de 2023.
A 29 de dezembro de 2023, foi revelado que, para além da primeira temporada, estavam também confirmadas três novas temporadas que seriam gravadas em simultâneo, com 26 episódios por cada temporada. A segunda temporada foi lançada a 3 de maio de 2024. A terceira temporada foi lançada a 6 de setembro de 2024. A quarta e última temporada foi lançada a 7 de fevereiro de 2025. O último episódio foi lançado a 13 de junho de 2025.
A série apresenta Joana Cravo e João Bettencourt, que interpretam as versões jovens das personagens Aurora e Fred tal como em Papel Principal, e ainda Paula Magalhães e João Maneira no elenco principal. Bia Wong juntou-se ao elenco em temporadas posteriores.

## Sinopse

### Primeira temporada (2023-2024)

Cartaz de divulgação da primeira temporada da série.

Diana é uma das maiores promessas do atletismo nacional. Depois de ter abandonado o Centro de Alto Rendimento (CAR), há um ano, está agora de regresso ao lugar onde reencontrará o irmão, o conceituado judoca Sérgio. O sonho de Diana é seguir as pisadas do irmão, que considera um ídolo, e conquistar um lugar nas Olimpíadas, mas um acidente leva Sérgio a ficar em coma. Além de tentar alcançar os mínimos olímpicos, Diana passa a ter também como objetivo de vida descobrir o que levou o irmão a ficar entre a vida e a morte.
Apesar do inquérito policial indicar que o acidente foi um acontecimento casual e inesperado, Diana vai atrás das pistas que a levam a pensar que, afinal, o irmão poderá ter sido alvo de uma tentativa de homicídio.

### Segunda temporada (2024)

Cartaz de divulgação da segunda temporada da série.

Uma atleta chinesa desaparece após ter participado num torneio internacional de atletismo em Lisboa. Diana e Gabriela estão ligadas ao seu desaparecimento, embora os seus motivos sejam guardados em segredo. Até lá vão ser investigadas não só pelas autoridades portuguesas, mas também pelas chinesas.

### Terceira temporada (2024-2025)

Cartaz de divulgação da terceira temporada da série.

Um acidente de carrinha põe em causa a carreira dos atletas da academia de alto rendimento, marcando profundamente a comitiva portuguesa! Terá sido um mero acidente ou um atentado? Informações privilegiadas avançam que esta fatalidade poderá ter sido premeditada! O caminho da recuperação será longo e penoso... para todos.

### Quarta temporada (2025)

Cartaz de divulgação da quarta temporada da série.

Os Jogos Olímpicos aproximam-se. Contudo, ainda não sabemos que atletas da Academia conseguiram a qualificação para esta edição.
Ao longo da temporada, vamos acompanhar em flashback os depoimentos dos nossos atletas, registados para um documentário que Joel está a realizar. Duas novas modalidades entram em cena: a esgrima e o râguebi. Estas serão representadas por duas figuras marcantes: Sara Cardoso, atleta internacionalmente reconhecida, e Salvador, uma jovem promessa do râguebi. No entanto, ambos vão estar envolvidos em escândalos que poderão comprometer o seu futuro na Academia.
Entretanto, Márcio enfrenta um julgamento após assumir a sua responsabilidade no acidente da carrinha. Em paralelo, ele continua a sua luta para se qualificar para os Jogos Paralímpicos na modalidade de corrida de cadeira de rodas.
O drama também atinge outros atletas: José Pedro sofre um grave acidente cardiovascular, impactando diretamente a performance de Bernardo no judo. Diana recebe um convite para os Estados Unidos, mas acaba por estar no epicentro de um atentado durante um evento desportivo.
Sérgio está de regresso à Academia, enquanto Filipa toma o caminho inverso, lidando com uma depressão pós-parto. Ivo opta por um regime de semi-internato para acompanhar de perto a sua filha. Maria Elisa, por sua vez, está afastada da Academia, tentando recuperar de um grave distúrbio alimentar que quase lhe custou a vida. Ao seu lado, Olek surge como seu porto-seguro e António assume o papel de treinador para a ajudar a recuperar a confiança e regressar à competição.
Por fim, Gabriela brilha como a grande estrela da Academia, mas o conflito interno que vive relativamente à sua sexualidade pode impactar o seu desempenho desportivo.

## Elenco

### Elenco principal
| Ator/Atriz       | Personagem    | Temporada       | Temporada       | Temporada       | Temporada       |
| Ator/Atriz       | Personagem    | 1               | 2               | 3               | 4               |
| ---------------- | ------------- | --------------- | --------------- | --------------- | --------------- |
| Joana Cravo      | Diana Pais    | Principal       | Principal       | Principal       | Principal       |
| João Bettencourt | Ivo Pinto     | Principal       | Principal       | Principal       | Principal       |
| Paula Magalhães  | Filipa Telles | Principal       | Principal       | Principal       | Principal       |
| João Maneira     | Sérgio Pais   | Principal       | Principal       | Principal       | Principal       |
| Bia Wong         | Min Ji        | Does not appear | Principal       | Does not appear | Does not appear |
| Lune Nunes       | Sara Cardoso  | Does not appear | Does not appear | Does not appear | Principal       |
| Luís Ganito      | Salvador      | Does not appear | Does not appear | Does not appear | Principal       |

### Elenco recorrente
| Ator/Atriz          | Personagem       | Temporada       | Temporada       | Temporada       | Temporada       |
| Ator/Atriz          | Personagem       | 1               | 2               | 3               | 4               |
| ------------------- | ---------------- | --------------- | --------------- | --------------- | --------------- |
| Bruna Quintas       | Maria Elisa      | Recorrente      | Recorrente      | Recorrente      | Recorrente      |
| Coió Só             | Paulo «Paulão»   | Recorrente      | Recorrente      | Recorrente      | Recorrente      |
| Mariana Cardoso     | Gabriela         | Recorrente      | Recorrente      | Recorrente      | Recorrente      |
| Marco Mendonça      | Márcio           | Recorrente      | Recorrente      | Recorrente      | Recorrente      |
| Sílvia Chiola       | Raquel           | Recorrente      | Recorrente      | Recorrente      | Recorrente      |
| Bernardo Lobo Faria | Olek Kovalenk    | Recorrente      | Recorrente      | Recorrente      | Recorrente      |
| Ivo Lucas           | Rui              | Recorrente      | Recorrente      | Recorrente      | Recorrente      |
| Diogo Fernandes     | Telmo Pinto      | Recorrente      | Recorrente      | Recorrente      | Recorrente      |
| Afonso Laginha      | Bernardo         | Recorrente      | Recorrente      | Recorrente      | Recorrente      |
| Gonçalo Norton      | Joel             | Recorrente      | Recorrente      | Recorrente      | Recorrente      |
| Luís Esparteiro     | António          | Recorrente      | Recorrente      | Recorrente      | Recorrente      |
| Paula Lobo Antunes  | Margarida Rebelo | Recorrente      | Recorrente      | Recorrente      | Recorrente      |
| Pedro Laginha       | Vasco Pinto      | Recorrente      | Recorrente      | Recorrente      | Recorrente      |
| Vera Alves          | Célia Pais       | Recorrente      | Recorrente      | Recorrente      | Recorrente      |
| Sandra Barata Belo  | Sílvia Pinto     | Recorrente      | Recorrente      | Recorrente      | Recorrente      |
| Jorge Corrula       | Matias           | Recorrente      | Recorrente      | Recorrente      | Recorrente      |
| Débora Monteiro     | Sheila Barros    | Recorrente      | Recorrente      | Recorrente      | Recorrente      |
| Pedro Granger       | Carlos           | Recorrente      | Recorrente      | Recorrente      | Recorrente      |
| Custódia Gallego    | Manuela Faria    | Recorrente      | Recorrente      | Recorrente      | Recorrente      |
| Gonçalo Diniz       | Rogério Telles   | Recorrente      | Recorrente      | Does not appear | Does not appear |
| Filipa Nascimento   | Cláudia Trindade | Recorrente      | Recorrente      | Participação    | Does not appear |
| Cecília Henriques   | Iolanda          | Recorrente      | Recorrente      | Recorrente      | Recorrente      |
| Rui Santos          | José Pedro       | Recorrente      | Recorrente      | Recorrente      | Recorrente      |
| Raquel Sampaio      | Liliana Barros   | Recorrente      | Recorrente      | Recorrente      | Recorrente      |
| Gonçalo Ícaro       | Adílio           | Does not appear | Does not appear | Recorrente      | Recorrente      |
| Inês Seco           | Vera / Teresa    | Does not appear | Does not appear | Recorrente      | Recorrente      |

### Participação especial
| Ator/Atriz         | Personagem   | Temporada       | Temporada       | Temporada       | Temporada       |
| Ator/Atriz         | Personagem   | 1               | 2               | 3               | 4               |
| ------------------ | ------------ | --------------- | --------------- | --------------- | --------------- |
| Manuel Wiborg      | João Martins | Participação    | Participação    | Does not appear | Does not appear |
| Fernando Rodrigues | Raul Neves   | Does not appear | Does not appear | Participação    | Participação    |

## Produção

### Desenvolvimento
Foi revelado em setembro de 2023, durante a ‘Nova Temporada SIC’ de 2023, que a SIC iria produzir uma série derivada da novela no streaming da OPTO, com o título "Os Eleitos", retratando a fase inicial da carreira de atores de Aurora Guerra e Fred Nascimento, personagens de Carolina Carvalho e Ângelo Rodrigues em Papel Principal.
Os trabalhos arrancaram a 16 de outubro de 2023 e terminaram a 8 de fevereiro de 2024, tendo gravações interiores nos estúdios da SP Televisão e gravações exteriores em Monsanto. Foram gravados simultaneamente 104 episódios divididos em 4 temporadas devido a contenção de custos, tendo a série um ritmo de gravações igual às novelas portuguesas, apesar de manter as características de uma série.

### Escolha do elenco
Joana Cravo e João Bettencourt, que dão vida às versões jovens de Aurora e Fred em Papel Principal, ficaram encarregues de interpretar as personagens que Aurora e Fred interpretam na série fictícia da novela. João Maneira e Paula Magalhães também fazem parte do elenco principal.
Bruna Quintas, Coió Só, Mariana Cardoso, Marco Mendonça, Sílvia Chiola, Bernardo Lobo Faria, Ivo Lucas, Diogo Fernandes, Afonso Laginha, Gonçalo Norton, Luís Esparteiro, Paula Lobo Antunes, Pedro Laginha, Vera Alves, Sandra Barata Belo, Jorge Corrula, Débora Monteiro, Pedro Granger, Custódia Gallego, Gonçalo Diniz, Cecília Henriques, Rui Santos, Raquel Sampaio, Filipa Nascimento e Manuel Wiborg compõem o restante elenco. Bia Wong reforçou o elenco na segunda temporada.
Para dar vida a algumas das personagens da série, a SIC abriu um casting aberto ao público entre os 18 e 25 anos durante o mês de setembro de 2023. Gonçalo Ícaro e Inês Seco foram os vencedores, reforçando o elenco na terceira temporada.

## Exibição
Para promover a estreia da série, a SIC decidiu transmitir o primeiro episódio em sinal aberto no mesmo dia do lançamento da série na OPTO, a 29 de dezembro de 2023. Marcou 4.5 de rating e 8.8% de share, com 428.200 espectadores fidelizados e ficou em terceiro lugar.

### Exibição internacional
A primeira temporada da série foi lançada a 1 de agosto de 2024 na plataforma de streaming Amazon Prime Video.
| País  | Transmissão        | Título adaptado | Temporadas | Estreia             | Final    |
| ----- | ------------------ | --------------- | ---------- | ------------------- | -------- |
| Mundo | Amazon Prime Video | Os Eleitos      | 1          | 1 de agosto de 2024 | presente |

## Episódios
| Temporada | Temporada | Episódios | Episódios | Originalmente exibido  | Originalmente exibido |
| Temporada | Temporada | Episódios | Episódios | Estreia da temporada   | Final da temporada    |
| --------- | --------- | --------- | --------- | ---------------------- | --------------------- |
|           | 1         | 26        | 26        | 29 de dezembro de 2023 | 26 de abril de 2024   |
|           | 2         | 26        | 26        | 3 de maio de 2024      | 30 de agosto de 2024  |
|           | 3         | 26        | 26        | 6 de setembro de 2024  | 31 de janeiro de 2025 |
|           | 4         | 26        | 26        | 7 de fevereiro de 2025 | 13 de junho de 2025   |

## Projetos derivados

### Hot Leitos
Uma rúbrica, Hot Leitos foi lançada a 5 de junho de 2024 no canal de Youtube da OPTO. Com perguntas, conversas… e acima de tudo muito picante, os protagonistas da série Joana Cravo, João Bettencourt e Paula Magalhães tiveram que provar molhos picantes enquanto mantinham uma conversa entre eles.